# Défi de Barletta

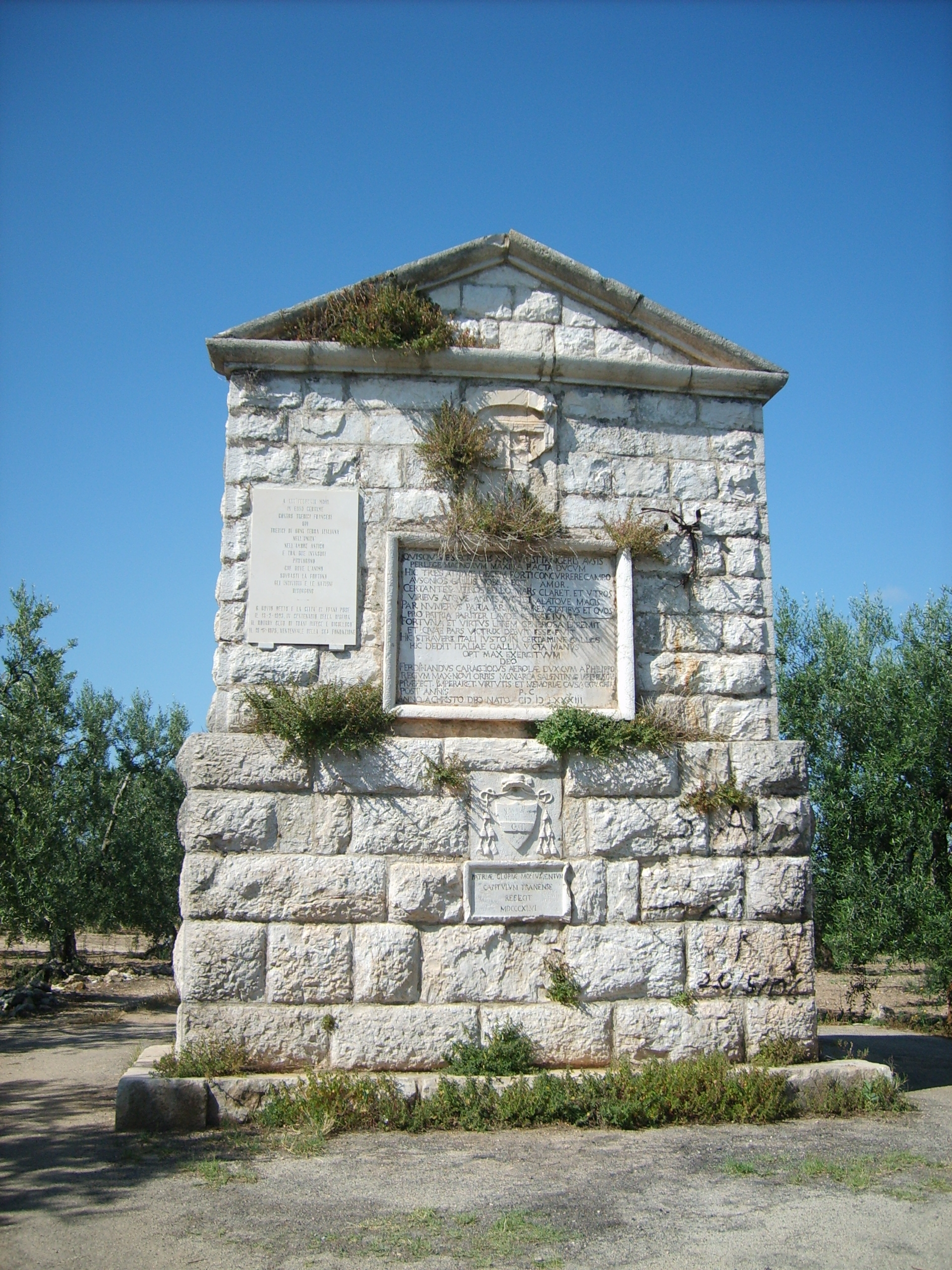
Édicule commémorative à l'endroit du duel

Le défi de Barletta est un tournoi de chevalerie qui s'est déroulé le 13 février 1503 sur le territoire de l'actuelle commune de Trani, dans la plaine entre Corato et Andria entre 13 chevaliers italiens, basés à Barletta, et autant de chevaliers français, dont le quartier général était à Canosa di Puglia, à la suite du dénigrement dans les propos tenus par Charles de la Motte sur la valeur des Italiens (injustement accusés de lâcheté).
Ce défi vit la victoire des Italiens. Une épitaphe existe sur le lieu, restaurée en 1846 et en 1976.
Ce défi fut adapté en film d'aventure et de comédie franco-italien en 1976 sous le titre français La Grande Bagarre avec Bud Spencer dans le rôle principal d'Ettore Fieramosca.

## Participants
Ici, les vingt-six participants, les huit juges et les quatre otages qui ont pris part au défi.
| Italiens | Chevaliers           | Chevaliers             | Français |
| Italiens | Ettore Fieramosca    | Charles de Torgues     | Français |
| Italiens | Francesco Salamone   | Marc de Frignes        | Français |
| Italiens | Marco Corollario     | Girout de Forses       | Français |
| Italiens | Riccio da Parma      | Gran Jean d'Ast        | Français |
| Italiens | Guglielmo Albimonte  | Martellin de Lambris   | Français |
| Italiens | Mariano Abignente    | Pierre de Liaye        | Français |
| Italiens | Giovanni Capoccio    | Jacques de la Fontaine | Français |
| Italiens | Giovanni Brancaleone | Eliot de Baraut        | Français |
| Italiens | Ludovico Abenavoli   | Jean de Landes         | Français |
| Italiens | Ettore Giovenale     | Sacet de Jacet         | Français |
| Italiens | Fanfulla da Lodi     | François de Pisa       | Français |
| Italiens | Romanello da Forlì   | Jacques de la Guignes  | Français |
| Italiens | Miale da Troia       | Naute de la Fraise     | Français |
| Italiens | Juges                |                        | Français |
| Italiens | Francesco Zurlo      | Monsieur Broglio       | Français |
| Italiens | Diego Vela           | Monsieur Murtibrach    | Français |
| Italiens | Francesco Spinola    | Monsieur Bruet         | Français |
| Italiens | Alonzo Lopez         | Etum Sutte             | Français |
| Italiens | Otages               |                        | Français |
| Italiens | Angelo Galeotta      | Monsieur de Musnai     | Français |
| Italiens | Albernuccio Valga    | Monsieur de Dumoble    | Français |

## Dans les arts

### Littérature
- Ettore Fieramosca o La disfida di Barletta, roman historique de Massimo d'Azeglio, publié en 1833.

### Cinéma
- Ettore Fieramosca, film de Ernesto Maria Pasquali (1909).
- Ettore Fieramosca, film de Domenico Gaido et  Umberto Paradisi (1915).
- Ettore Fieramosca, film de Alessandro Blasetti (1938).
- La Grande Bagarre, film de Pasquale Festa Campanile (1976).